# Олива (герб)
Олива (пол. Olawa, Oliwa, Powala, Sutkowicz) — польский дворянский герб.

## Описание
В зелёном поле белая, вырванная с корнем лилия, над ней две розы. Над шлемом обращённый вправо коронованный лев. Герб этот в XIII веке перенесён из Пруссии .

## Герб используют
Cieciszewski, Cieciszowski, Częstoszewski, Dobrowolski, Dowkont, Graj, Grajewski, Holsner, Kozakowski, Krajewski, Krupek, Lewandowski, Modliński, Strzeżewski, Strzeżowski